# Hymenocallis fragrans
Hymenocallis fragrans är en amaryllisväxtart som först beskrevs av Richard Anthony Salisbury, och fick sitt nu gällande namn av Richard Anthony Salisbury. Hymenocallis fragrans ingår i släktet Hymenocallis och familjen amaryllisväxter. Inga underarter finns listade i Catalogue of Life.